# Maria Morevna

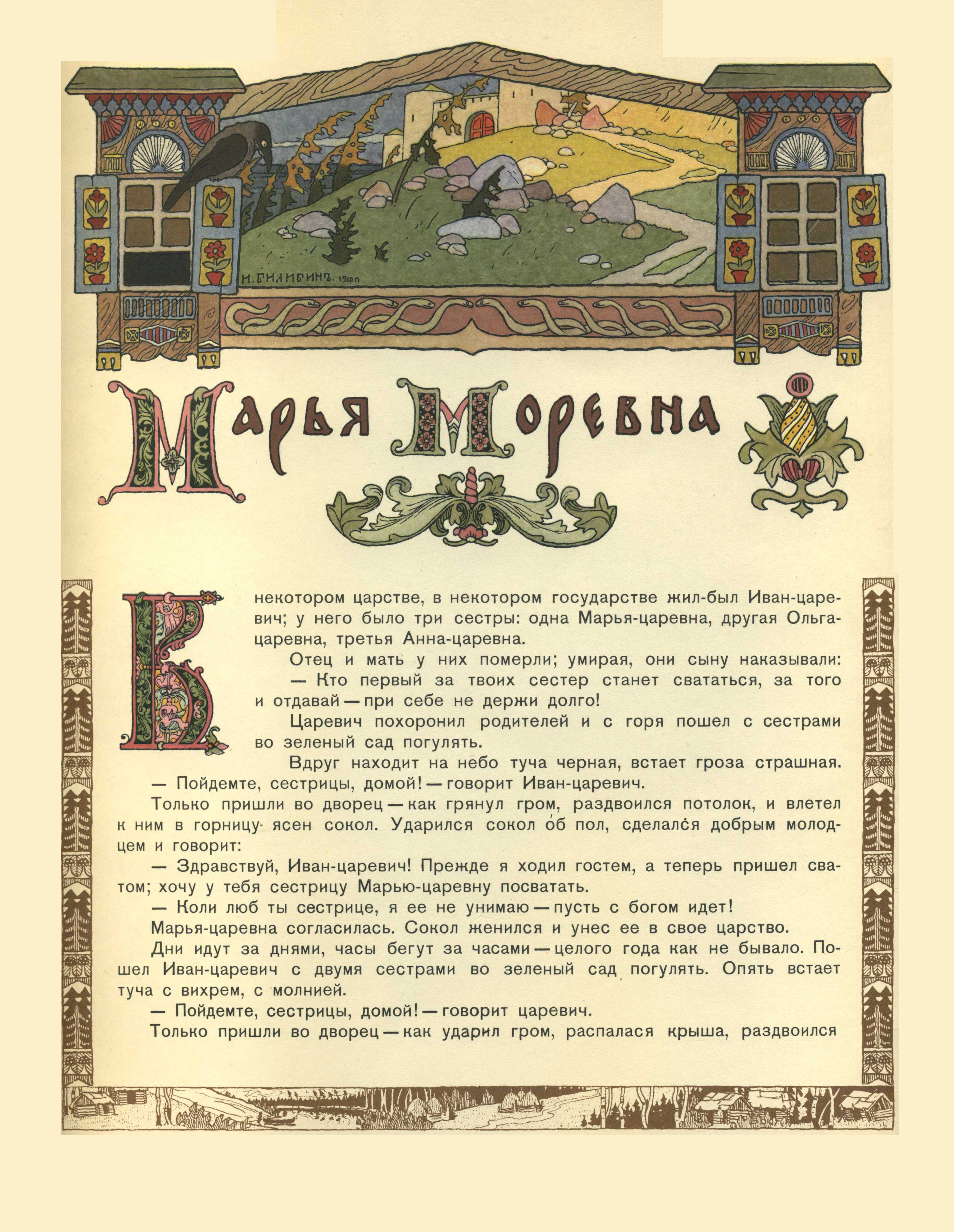
Première page du conte, dans une édition illustrée par Ivan Bilibine.

Maria Morevna, ou Marie des mers (en russe : Марья Моревна) est un conte slave oriental très connu, qui figure dans les Contes populaires russes d'Alexandre Afanassiev. Il doit en partie sa célébrité au fait de figurer parmi les sept contes illustrés par Ivan Bilibine de 1899 à 1902. Maria Morevna est une femme-bogatyr, une guerrière dont on trouve plusieurs exemples dans la collecte d'Afanassiev.
Outre les héros, Ivan Tsarévitch et Marie des mers, on y rencontre le personnage inquiétant de Kochtcheï, leur adversaire déclaré, ainsi que de la sorcière Baba Yaga, qui y joue un rôle moindre.
Dans les années 1920, le conte a fait l'objet, en compagnie de trois autres contes russes, d'un manuscrit illustré par Boris Zvorykine, qui a été par la suite édité aux États-Unis, puis en version française aux Éditions Albin Michel en 1982. Il a aussi été traduit en français par Luda et par Lise Gruel-Apert.

## Résumé

### Variante 94 / 159

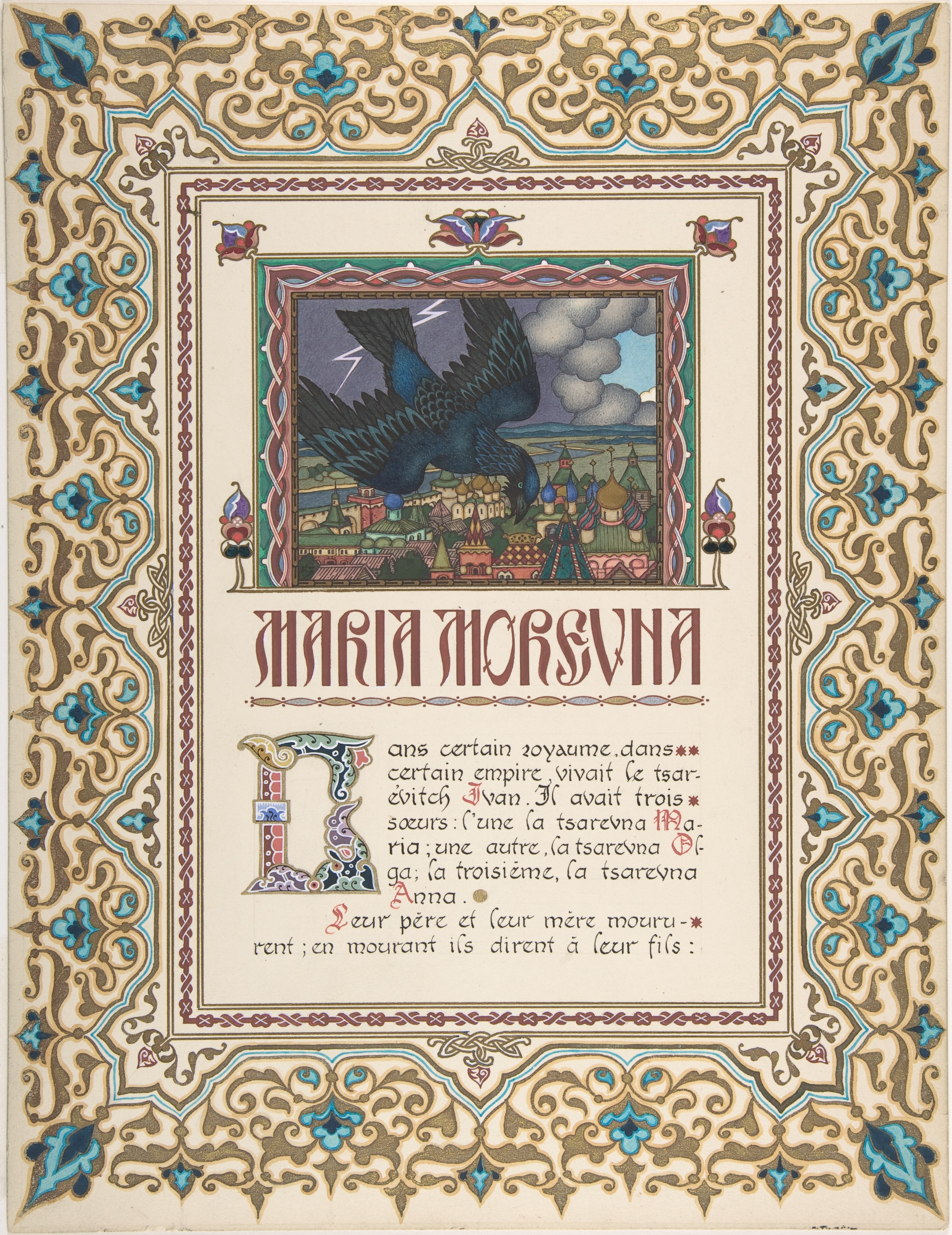
Première page de la version française originale illustrée par Boris Zvorykine.

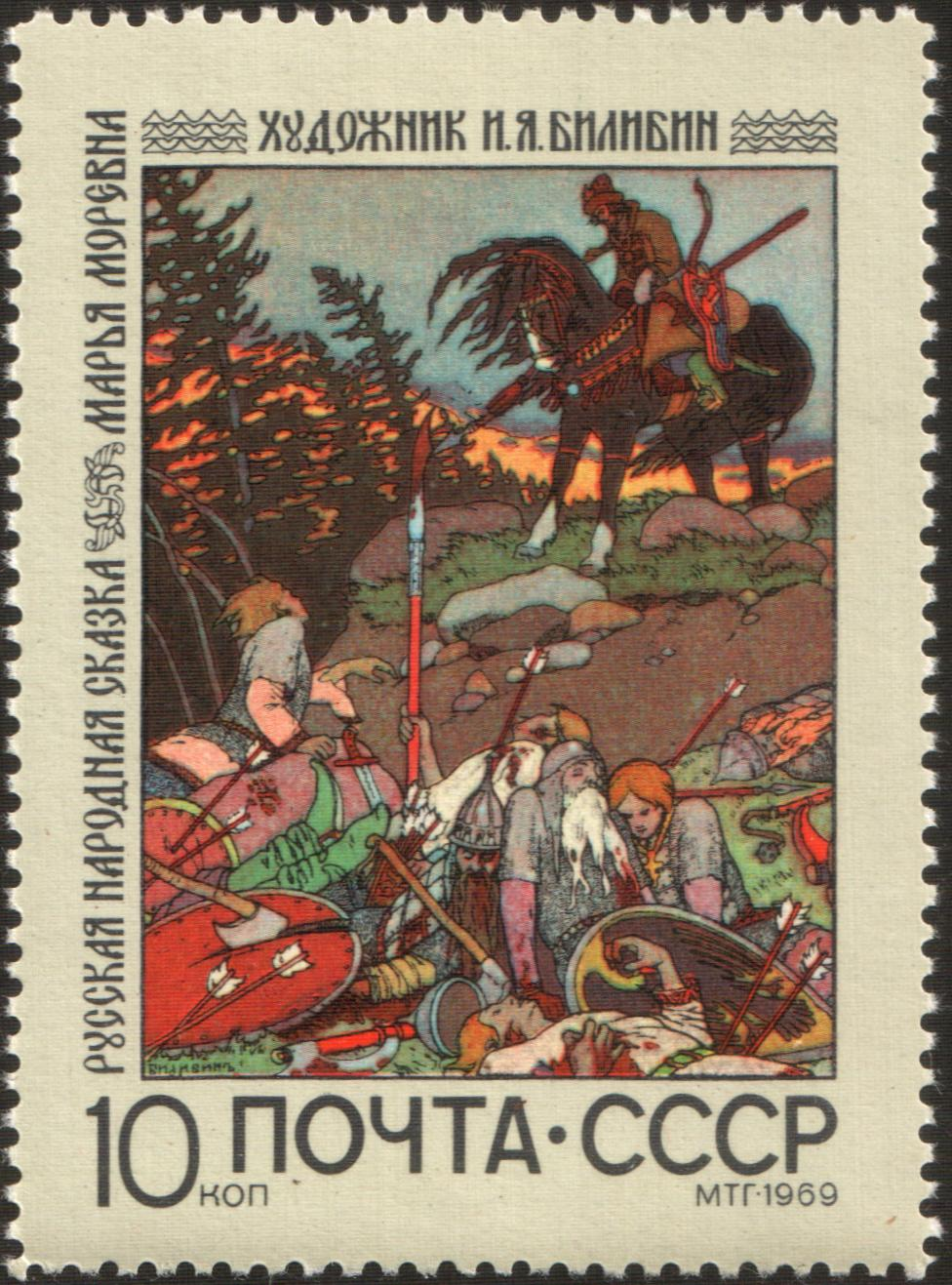
Ivan découvre le champ de bataille (Bilibine, timbre-poste soviétique de 1969)

Le prince Ivan (Ivan-tsarévitch) a trois sœurs. À la mort de leurs parents, et conformément aux dernières recommandations de ceux-ci, elles épousent respectivement, avec l'accord d'Ivan, un faucon, un aigle et un corbeau, ou plutôt trois chevaliers prenant l'apparence de ces oiseaux. Chaque époux emmène sa femme dans son royaume.
Ivan, qui s'ennuie tout seul, s'en va à la recherche de ses sœurs. Chemin faisant, il découvre un champ de bataille jonché de cadavres, et apprend du seul survivant que cette armée a été anéantie par la princesse Maria Morevna. Il ne tarde pas à la rencontrer en personne, puis à l'épouser. Maria l'emmène dans son royaume, puis s'en va guerroyer, interdisant à Ivan de pénétrer dans un certain réduit en son absence.
Ivan enfreint l'interdiction et découvre Kochtcheï enchaîné, qui le supplie de lui donner à boire. Il ne lui faut pas moins de trois seaux d'eau pour se désaltérer, mais au troisième, il recouvre toutes ses forces, fait sauter ses chaînes et s'enfuit, annonçant à Ivan qu'il ne reverra jamais Maria Morevna ; en effet il s'empare d'elle et l'enferme.

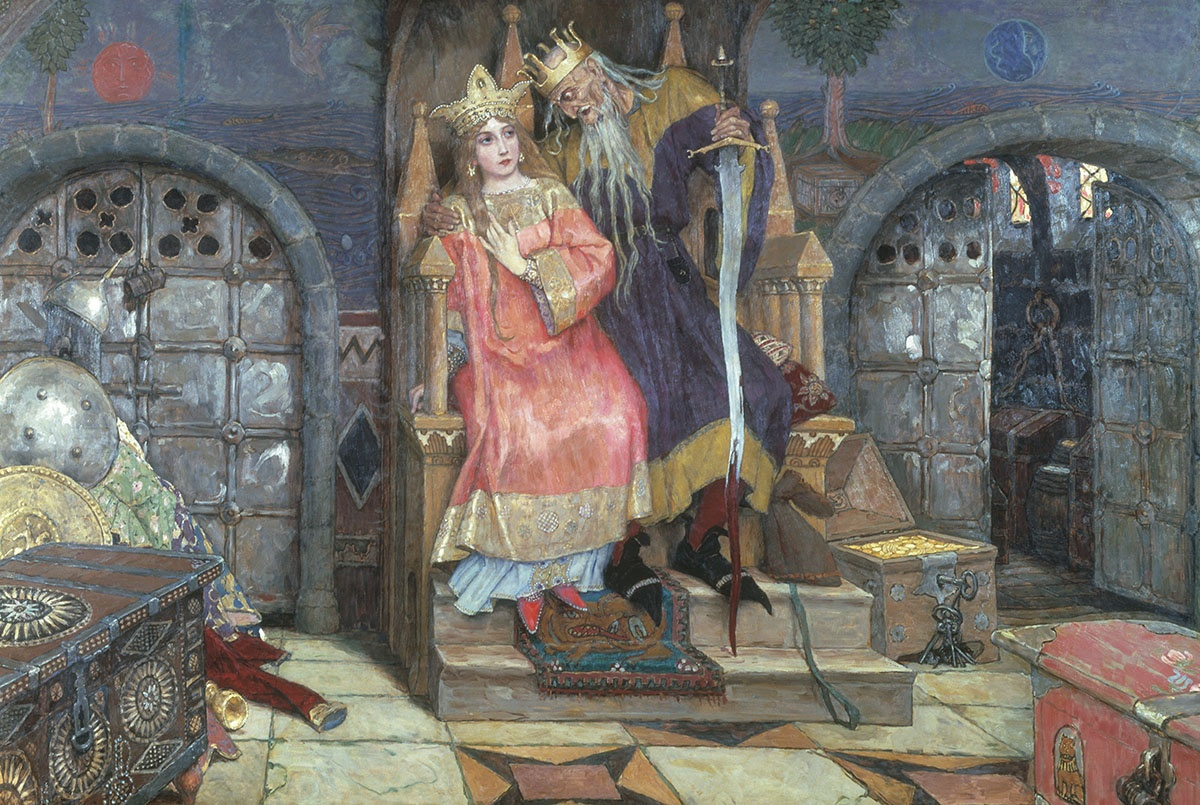
Kochtcheï et Maria, par Viktor Vasnetsov.

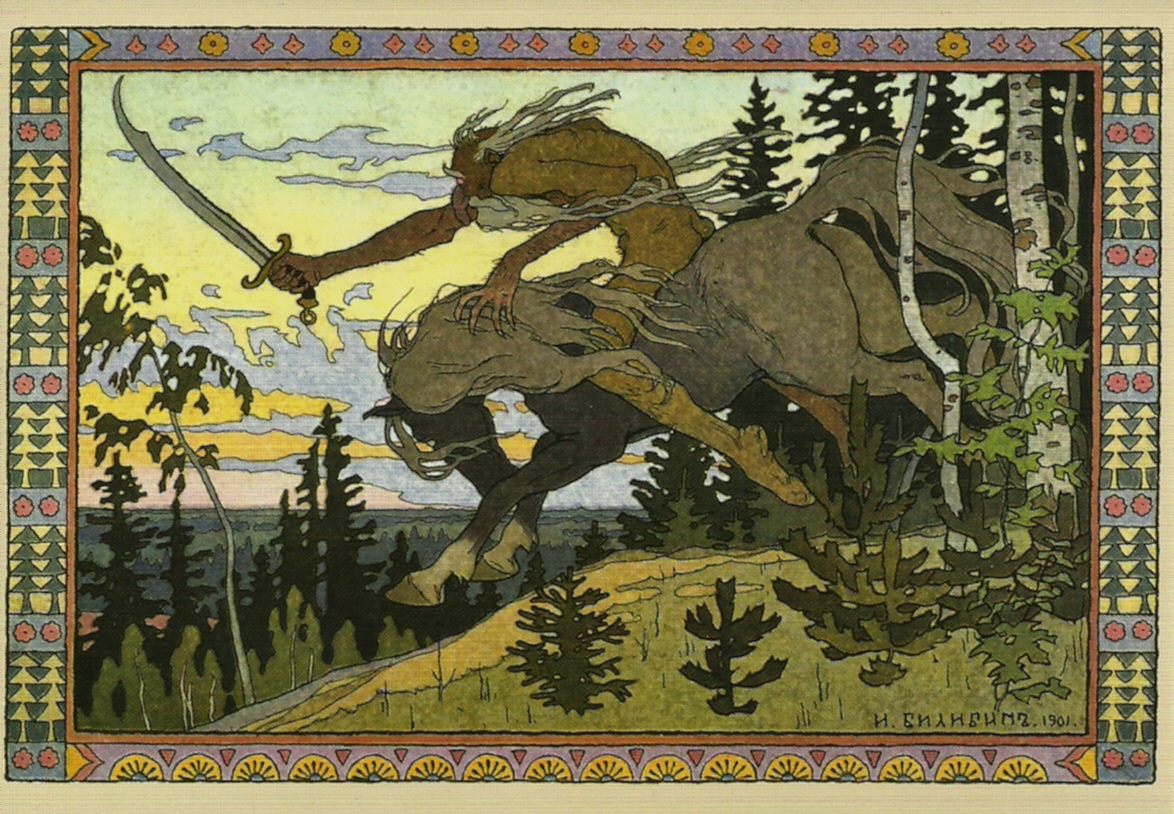
Kochtcheï à la poursuite du couple (ill. Ivan Bilibine).

Le prince, parti à la recherche de sa femme, rencontre successivement en cours de route ses trois beaux-frères et leurs épouses, ses sœurs, qui se réjouissent de son arrivée. À leur demande, il leur laisse à chacun un objet d'argent. Il finit par retrouver Maria Morevna, qui lui reproche d'avoir libéré Kochtcheï, avant d'essayer à trois reprises de s'enfuir avec lui. Kochtcheï, monté sur son cheval magique qui parle, les rattrape à chaque fois. Il laisse d'abord la vie sauve à Ivan car celui-ci lui a donné à boire, mais à la troisième fois, il le coupe en morceaux qu'il jette dans un tonneau, et abandonne le tonneau à la mer.
Les beaux-frères d'Ivan voient se ternir les objets d'argent qu'il leur a laissés, et en concluent qu'un malheur est arrivé au prince. Ils retrouvent le tonneau et le ramènent sur la berge, puis rassemblent les morceaux du corps d'Ivan et l'aspergent d'eau morte puis d'eau vive, et Ivan revient à la vie. Il s'empresse de retrouver Maria Morevna, et lui demande de découvrir où Kochtcheï s'est procuré son cheval magique. Elle apprend de lui qu'il l'a obtenu de la Baba Yaga, qui habite très loin, au-delà de la rivière de feu : elle fait chaque jour en volant le tour du monde et possède un troupeau de cavales surnaturelles. Maria subtilise à Kochtcheï un foulard qui, une fois agité, permet de franchir la rivière de feu, et le donne à Ivan.
Ivan entame un long voyage jusque chez la Baba Yaga : il traverse la rivière de feu, et chemin faisant il est amené à lier amitié avec une oiselle, puis avec la reine des abeilles et enfin une lionne. Finalement parvenu chez la sorcière, il lui explique qu'il a besoin d'un bon coursier. Baba Yaga exige qu'il garde d'abord son troupeau de cavales trois jours durant ; s'il échoue, sa tête finira sur un pieu.
Les cavales à chaque fois s'égaillent, mais elles sont rassemblées grâce successivement à l'oiselle, à la lionne et aux abeilles. Une abeille recommande à Ivan de dérober à Baba Yaga un poulain galeux et de s'enfuir avec lui. Ivan s'exécute en pleine nuit, retraverse la rivière de feu en faisant surgir un pont grâce au foulard magique, puis réduit le pont derrière lui à la largeur d'un fil. A son réveil, la Baba Yaga découvre le forfait et se jette à la poursuite du fuyard, dans son mortier de fer. Elle s'engage sur le pont qui s'effondre et la précipite à l'eau, où elle se noie.
Ivan-tsarévitch, monté sur son poulain qui est désormais devenu un beau coursier, retrouve Maria Morevna, et les voilà à nouveau à fuir devant Kochtcheï. Mais cette fois, le cheval de Kochtcheï sent que les fuyards sont montés sur une meilleure monture que lui. Il les rattrape malgré tout, Kochtcheï et Ivan se battent, mais le cheval d'Ivan frappe Kochtcheï au front d'un coup de sabot, et Ivan l'achève et brûle son corps : Kochtcheï l'Immortel a péri.
Ivan et Maria retrouvent les beaux-frères et leurs épouses : tous leur font fête. Ils rentrent dans leur royaume où ils vivront heureux.

## Référencement et origine
Le lieu de collecte n'a pas été indiqué par Afanassiev. Le conte a été publié plusieurs fois avant la parution de son recueil, et on trouve le même sujet notamment en Turquie et en Bachkirie. Le motif du héros qui garde les juments de Baba Yaga avec l'aide d'animaux secourables est typique du folklore slave oriental.
Afanassiev ne fournit qu'une seule version de ce conte, mais il mentionne en notes plusieurs variantes partielles. Le récit comporte une contamination traditionnelle de sujets, en particulier :
- AT 552 (Les Filles mariées à des animaux)[14]
- AT 312 (Barbe-bleue)
- AT 400 (L'Homme à la recherche de son épouse disparue)
- AT 554 (Les Animaux reconnaissants)[15]
- AT 302 (Le Cœur de l'ogre (ou du Diable) dans l'œuf)[16].

## Analogies et commentaires

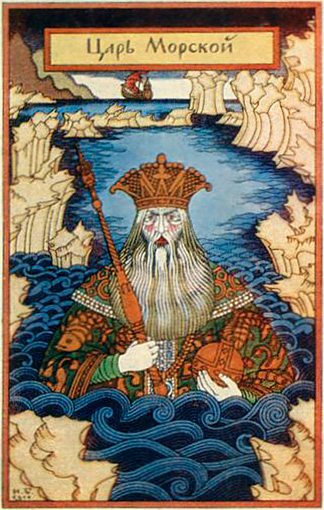
Le Tsar de l'Onde, par Bilibine.

Un conte du Pentamerone de Giambattista Basile (Les trois animaux rois, IV.3) présente des similarités avec ce conte : Tittone part à la recherche de ses trois sœurs, mariées à un faucon, un cerf et un dauphin. Ses beaux-frères l'aideront à tuer un dragon qui retenait prisonnière une princesse, qu'il finira par épouser. Une version serbe est intitulée Baš Čelik (en), nom d'origine turque signifiant « Tête d'acier » ; voir aussi le conte de Grimm KHM 197, La Boule de cristal (Die Kristallkugel).
Le nom de Maria Morevna est généralement interprété, soit comme « Maria, fille du roi de la mer », soit comme en rapport avec Morana ou Morena, une déesse slave de la mort. Dans tous les cas, on note la répétition phonétique à la prononciation : Maria Mariévna. Le poète Vassili Joukovsky a publié en 1831 un conte en vers intitulé Conte du tsar Berendeï, de son fils Ivan-tsarévitch, des ruses de Kochtcheï l'Immortel et de la très-sage Maria-tsarevna, fille de Kochtcheï, indiquant clairement une filiation entre Kochtcheï et Maria, mais il est basé sur un autre conte russe traditionnel, Le Tsar de l'Onde et Vassilissa la très-sage, même si le lien avec Maria Morevna est manifeste.
Ce conte est un de ceux où la mort du héros, au beau milieu du conte, ne met nullement fin à l'histoire puisqu'il est ensuite ressuscité.
Le folkloriste Vladimir Anikine a commenté ce conte dans Rousskaïa narodnaïa skazka (« Le conte populaire russe », 1959). Il rapproche le thème des beaux-frères animaux des traditions totémiques primitives, et considère que Kochtcheï, représentant la violence et la misanthropie, est « l'incarnation d'une force sociale qui a violé l'ordre ancestral ancien de l'égalité, et enlevé à la femme son ancien pouvoir social ».

## Adaptations
- Dans le film Кащей Бессмертный (Kachtcheï Bessmertnyï) d'Alexandre Rou (1944), le rôle de Maria Morevna est tenue par l'actrice Galinа Konstantinovna Grigor'eva.
- Marya Morevna et Ivan Tsarévitch sont les protagonistes du webtoon Marya Morevna de Studio Myrà, sortie en 2021[21].
- Marya Morvena est l'héroïne du roman Immortel (Deathless) de Catheryne Valente, qui reprend entre autres le conte, ainsi que d'autres contes mettant en scène Kochtcheï.